# Plasticeren
Plasticeren is het week maken ofwel in plastische/kneedbare toestand brengen van een kunststof door toevoeging van een weekmaker of door verwarming, al dan niet onder gelijktijdige uitoefening van druk. 
Het wordt toegepast bij onder andere kunststof spuitgiet- en extrusieprocessen. 
Deze kunststofverwerkende spuitgietmachines zijn uitgerust met een plasticeerschroef en plasticeercilinder waarin het aanvankelijk harde kunststof in korrelvorm wordt verwarmd, samengedrukt en onder invloed van warmte wordt verweekt/ geplasticeerd.
Het plastisch gemaakte kunststof wordt vervolgens onder hoge druk in een vorm (matrijs) geperst. Bij afkoeling komt de plastische kunststof weer terug in de gestolde fase waarna de vorm opent en het product kan worden uitgenomen.

Plasticeren wordt soms verward met plastificeren wat een geheel andere betekenis heeft.